# Wesley Allison Clark
Wesley Allison Clark (10 de abril de 1927 - 22 de fevereiro de 2016) foi um cientista da computação estadunidense.